# Nodolatirus robillardi
Nodolatirus robillardi is een slakkensoort uit de familie van de Fasciolariidae. De wetenschappelijke naam van de soort werd in 1879 voor het eerst geldig gepubliceerd door C. Tapparone-Canefri.